# Данилов, Виктор Петрович (историк)
Ви́ктор Петро́вич Дани́лов (4 марта 1925, Орск, Оренбургская губерния — 16 апреля 2004, Москва) — советский и российский историк-аграрник. Доктор исторических наук (1982), профессор (1990).

## Биография
Родился в полукрестьянской-полуремесленной семье. Окончил среднюю школу в Оренбурге, затем в январе 1943 года артиллерийское училище.
Участник Великой Отечественной войны с ноября 1943 по май 1945 года. 6 апреля 1985 года в честь 40-летия Победы награждён Орденом Отечественной войны II степени. Как повествует А. Журавель, Данилов как "молодой офицер-артиллерист вынес с фронта твердое убеждение в антисоциалистической направленности деятельности И. В. Сталина".
Окончил исторический факультет Оренбургского государственного педагогического института (1950). После аспирантуры Института истории АН СССР в 1954 году был оставлен сотрудником там же. В том же году защитил кандидатскую диссертацию «Борьба Советского государства за создание материально-технических предпосылок коллективизации сельского хозяйства (1926—1929)». 
Руководитель группы по истории советского крестьянства в Институте истории АН СССР (1958—1969), заведующий отделом по аграрной истории советского общества в Институте истории СССР АН СССР (1987—1992), с 1992 года до конца жизни руководил группой по истории аграрных преобразований в России XX века Института российской истории РАН. В 1982 защитил докторскую диссертацию по теме «Советская доколхозная деревня».
В последние годы — профессор Московской Высшей школы социальных и экономических наук, руководитель Центра крестьяноведения.
В 1961—1992 годах — член редколлегии «Исторических записок»; с 1988 года до конца жизни член редколлегии журнала «Вопросы истории», с 1989 по 1994 год — член коллегии консультантов «Journal of Historical Sociology» (Oксфорд — Нью-Йорк).
За цикл монографий и документальных публикаций по истории российской деревни советского периода в 2004 году был награждён Золотой медалью имени С. М. Соловьёва РАН.
Общее число научных публикаций превышает 250.
Похоронен на Востряковском кладбище.
Второй наиболее удачной попыткой в отечественной монографии (после фундаментальных трудов на эту тему В. П. Данилова «Советская доколхозная деревня: население, землепользование, хозяйство» (М.: Наука, 1977) и «Советская доколхозная деревня: социальная структура, социальные отношения» (М.: Наука, 1979)) профессора Стивен Уиткрофт и В. В. Кондрашин называют монографию С. А. Есикова в серии «История сталинизма».
Проф. В. В. Бабашкин отмечал, что Л. Б. Алаев видел в Данилове адепта «марксизма-ленинизма» по аграрному вопросу, «но это ошибка».

## Сочинения
- Создание материально-технических предпосылок коллективизации сельского хозяйства в СССР. — М., 1957.
- Советская доколхозная деревня: население, землепользование, хозяйство. — М., 1977.
- Советская доколхозная деревня: социальная структура и социальные отношения. — М., 1979.
- Социализация земли в России. — Новосибирск, 2001.
- Община / Данилова Л. В., Данилов В. П. // Никко — Отолиты. — М. : Советская энциклопедия, 1974. — (Большая советская энциклопедия : [в 30 т.] / гл. ред.  А. М. Прохоров ; 1969—1978, т. 18).

## Семья
- Данилова, Людмила Валериановна (1923—2012) — супруга. Советский и российский историк, кандидат наук, исследователь русского средневековья[10].
  - Данилов, Андрей Викторович — сын.